# Musée métropolitain de Manille
Fondé en 1976, le musée métropolitain de Manille (surnommé le Met) est un musée situé dans le complexe de la Banque centrale des Philippines (Bangko Sentral ng Pilipinas) le long de boulevard Roxas, à Manille. Il se présente comme le premier musée des Philippines en arts visuels modernes et contemporains.
La collection Bangko Sentral d'art et d'objets historiques forme le cœur du musée ; elle est présentée dans les cinq expositions permanentes du musée.

## LIens externes
- Musée métropolitain de Manille